# Cubillo de Castrejón
Cubillo de Castrejón es una localidad española del municipio de Castrejón de la Peña, perteneciente a la provincia de Palencia, en la comunidad autónoma de Castilla y León. 

## Geografía
Se encuentra en la parte norte de la provincia de Palencia, en la comarca de la Montaña Palentina. Confina al este con Cantoral de la Peña, al oeste con Traspeña de la Peña y la capital del municipio Castrejón de la Peña y al suroeste con Loma de Castrejón. Está a una distancia de unos 2,7 km de la capital municipal, Castrejón de la Peña.

## Historia
A mediados del siglo XIX, el lugar, por entonces con ayuntamiento propio, tenía contabilizada una población de 47 habitantes. Aparece descrito en el séptimo volumen del Diccionario geográfico-estadístico-histórico de España y sus posesiones de Ultramar de Pascual Madoz de la siguiente manera:

CUBILLO DE CASTREJON: L. con ayunt. en la prov. y dióc. de Palencia (17 leg.), part. jud. de Cervera de Rio Pisuerga (1), aud. terr. y c. g. de Valladolid: sit. en llano con buena ventilacion y clima saludable. Se compone de unas 12 ó 14 casas de pobre construccion, entre las cuales existe la igl. parr. (San Vicente Mártir) servida por un cura teniente. Confina N. Traspeña; E. Colmenares; S. Cantoral, y O. Castrejon. El terreno es de buena calidad, con un montecito al E. de la pobl. plantado de roble. prod.: trigo, centeno, avena, titos y lino; y cria ganado vacuno y lanar. ind.: la agrícola. pobl.: 9 vec., 47 alm. cap. prod.: 43,300 rs. imp.: 740.
(Madoz, 1847, p. 198)

## Demografía
Evolución de la población en el siglo XXI
| Gráfica de evolución demográfica de Cubillo de Castrejón entre 2000 y 2022 |
|                                                                            |
| Población de derecho (2000-2022) según el padrón municipal del INE         |